# Magical Negro
Le noir magique (ou en anglais Magical Negro) est un personnage type qui vient en aide à un protagoniste blanc dans le cinéma américain. Les personnages de noirs magiques, qui possèdent souvent une intuition particulière ou des pouvoirs surnaturels, ont été pendant longtemps une tradition dans la fiction américaine.
Spike Lee, qui discutait du cinéma avec des étudiants à l'université d'État de Washington et à l'université Yale, a dit qu'il était étonné de la décision de Hollywood de continuer d'utiliser le stéréotype. Il a fait remarquer que des films comme La Ligne verte ou La Légende de Bagger Vance utilisaient le stéréotype du « super-méga noir magique »,,.
Les critiques américains utilisent le terme de « nègre » (negro) parce qu'il est vu comme archaïque, et en général comme insultant, en anglais contemporain. C'est pour mieux souligner leur message : un personnage noir doté de pouvoirs magiques, qui s'en vient généreusement aider les blancs, est un retour vers d'autres stéréotypes, comme celui du Sambo ou du bon sauvage.

## Utilisation

### Dans la fiction
Le noir magique est typiquement, mais pas seulement, "d'une manière ou d'une autre, intérieurement ou extérieurement, rendu incapable d'agir, soit par discrimination, soit par incapacité, soit par contrainte sociale".  Il n'a pas de passé. Il apparaît simplement un jour afin d'aider le protagoniste blanc,. Il possède souvent un genre de pouvoir magique, "défini plutôt vaguement, mais pas le genre de chose qu'on rencontre fréquemment."  Il est patient et sage. Souvent, il prodigue quelques mots de sagesse, et est "plus proche de la terre". Il fera quasiment tout, y compris se sacrifier lui-même, pour sauver le protagoniste blanc. C'est ce qu'exemplifie La Chaîne, film dans lequel Sidney Poitier joue le rôle du noir magique typique.

Le noir magique est utilisé comme un mécanisme scénaristique pour aider le protagoniste à se tirer d'affaire. En général, il y parvient en aidant le personnage blanc à reconnaître ses fautes et à les dépasser. Même s'il a des pouvoirs magiques, sa "magie est visiblement utilisée pour aider et éclairer un personnage masculin blanc.", Un article dans l'édition de 2009 de la revue Social Issues affirme que le noir magique est une manifestation du délit de faciès aux États-Unis :
Ces pouvoirs sont utilisés pour sauver des blancs (quasi exclusivement des hommes) qui sont défaits, brisés, perdus, sans éducation, et les transformer en personnes capables, qui réussissent, et qui ont confiance en elles - le tout dans le contexte du mythe américain de la rédemption et du salut. C'est cet aspect du noir magique que d'aucuns trouvent perturbant. Même si, d'un certain point de vue, le personnage peut sembler montrer les noirs sous un jour positif, il est toujours en définitive inférieur aux blancs. Il est aussi montré comme une exception, qui permet à l'Amérique blanche d'apprécier les individus noirs, mais non la culture noire.
En 2012, l'écrivain Kia Miakka Natisse, dans The Grip, a fait remarquer que l'acteur Morgan Freeman joue des rôles qui se conforment plus ou moins au stéréotype du noir magique. Natisse mentionnait des rôles récents, dont celui où le docteur procure à un dauphin une prothèse de nageoire (L'Incroyable Histoire de Winter le dauphin) et dont celui avec le « mentor mourant de la CIA. Dans ces deux rôles, Freeman reprend le cliché du noir magique, et arrive à temps pour sauver son  partenaire blanc du danger. On pourrait aller jusqu'à dire que le spécialiste des gadgets de The Dark Knight Rises rentre dans le même panier. »

### Barack Obama
En mars 2007, l'éditorialiste David Ehrenstein a employé le terme dans le titre d'un éditorial qu'il a écrit pour le Los Angeles Times, « Obama, le "nègre magique" » ("Obama the 'Magic Negro'"). Il disait :

Il est là [Obama] pour soulager la « culpabilité » des blancs, à savoir le léger sentiment de malaise qu'ils ressentent, par rapport au rôle de l'esclavage et de la ségrégation raciale dans l'histoire américaine. Il remplace les stéréotypes d'un homme noir dangereux et ultra-sexualisé par une figure inoffensive pour qui les rapports sexuels interraciaux ne présentent pas d'intérêt.

La parodiste Paul Shanklin en a écrit une chanson, Barack the Magic Negro, qui a fini par être diffusée dans l'émission de radio de Rush Limbaugh.
À Noël 2008, Chip Saltsman, un homme politique républicain qui siège au parti républicain du Tennessee, a envoyé un CD contenant 41 pistes, dont la chanson en question, aux membres du Comité national républicain pendant l'élection du conseil du Republican National Committee. Une controverse s'est ensuivie, entre les démocrates et les républicains. Saltsman a dû se retirer de l'élection la veille du vote,.
En septembre 2012, un article du Time par le journaliste culturel et la star de la télévision Touré, qui portait sur la réélection de Barack Obama, mentionnait l'affaire : « Si certains peuvent croire que c'est un compliment d'être considéré comme « magique », c'est en fait infantilisant et insultant, parce que cela suggère que la réussite d'un noir est tellement extraordinaire qu'elle ne peut provenir que d'une source surnaturelle. »

En mai 2015, le critique de cinéma et journaliste culturel Frank Rich, remarquant que les émeutes de 2015 à Baltimore et le dîner de l'association des correspondants de la Maison-Blanche à Washington avaient eu lieu en même temps, avait écrit :
Ce qui a rendu cette coïncidence-là remarquable a été la présence dans la salle des fêtes de notre premier président afro-américain, le noir magique, dont on attendait qu'il trouvât moyen de soulager une nation, fondée et construite sur l'esclavage, des tourments empoisonnés de plusieurs siècles d'histoire.